# Dendrobium fairchildiae
Dendrobium fairchildiae är en orkidéart som beskrevs av Oakes Ames och Eduardo Quisumbing y Argüelles. Dendrobium fairchildiae ingår i släktet Dendrobium, och familjen orkidéer. Inga underarter finns listade i Catalogue of Life.